# Nevesta
Nevesta (Невеста) è un film del 1956 diretto da Grigorij Nikulin e Vladimir Markovič Šredel'.

## Trama
Il film è tratto dal racconto La fidanzata (in russo Невеста?, Nevesta) di Anton Čechov del 1903. 
La vicenda si svolge in una cittadina di provincia della Russia prerivoluzionaria. Marfa Mihailovna Shumilina combina il matrimonio fra la propria nipote Nadia e Andrej Andreevič, figlio di un prete, un buon partito. Nadia, che desidera sposarsi, sembra essere lieta della scelta ed è abbastanza fiduciosa per il futuro. Durante i preparativi del matrimonio, giunge da Mosca Saša, un amico di famiglia; Saša è ammalato, spera che il soggiorno possa essere utile per la sua salute e trascorre molto tempo a conversare con Nadia. I pensieri e le opinioni di Saša hanno un grande impatto sull'animo della ragazza la quale inizia a guardare in modo nuovo il mondo che la circonda: avverte di essere oppressa dall'esistenza piccolo-borghese dei suoi familiari, cambia opinione sul suo fidanzato, si convince che la futura vita familiare non sarà lieta come riteneva fino a poco tempo prima. Decide infine di lasciar tutto e andarsene a Mosca.